# تيرنس جونز
تيرنس جونز (بالإنجليزية: Terrence Jones)‏ مواليد 9 يناير 1992، هو لاعب كرة سلة أمريكي يلعب مع فريق هيوستن روكتس في الرابطة الوطنية لكرة السلة ويحمل الرقم 6. يبلغ طوله 6 قدم 9 بوصة (2.1 م).

## فرق لعب لها
- هيوستن روكتس

## روابط خارجية
- تيرنس جونز على موقع إن بي أي (الإنجليزية)
- تيرنس جونز على موقع الدوري التايواني الممتاز لكرة السلة (الصينية)
- تيرنس جونز على موقع سبورتس رفرنس (الإنجليزية)
- تيرنس جونز على موقع كرة السلة الأوروبية.كوم (الإنجليزية)
- تيرنس جونز على موقع إي إس بي إن.كوم (الإنجليزية)
- تيرنس جونز على موقع كلية كرة السلة في سبورتس رفرنس.كوم (الإنجليزية)
- تيرنس جونز على موقع ريلجم (الإنجليزية)
- تيرنس جونز على موقع بروبوليرز (الإنجليزية)
- تيرنس جونز على موقع سبورتس رفرنس (الإنجليزية)
- تيرنس جونز على موقع سبورتس رفرنس (الإنجليزية)